# 陳道倫
陈道伦博士（英語：Daolun Chen，1963年—），加拿大多伦多都會大學（前稱瑞尔森大学）机械和工业工程系教授。于1983年获中国东北大学材料科学与工程学士。並於1986年獲得硕士学位，1989年获中国科学院金属研究所博士学位，1993年在奥地利维也纳大学获得第二个博士学位。1993年-1997年，在维也纳大学先后做博士和高级研究员。1997年-2000年，在加拿大曼尼托巴大学做研究员。

## 外部連結
- 陳道倫博士的主頁 （页面存档备份，存于）